# (Is It) Still Alright to Smile?
«(Is It) Still Alright to Smile?» — песня шведской глэм-панк-группы Backyard Babies. Авторами песни являются гитарист Дреген и вокалист/гитарист Нике Борг.
Сингл был записан в стокгольмской студии Sunlight, на которой записывались ведущие группы шведского дэт-метала, в августе 1998 года Микшированием альбома заведовал владелец студии и продюсер Томас Скогсберг, к услугам которого уже прибегали The Hellacopters, а после возвращения Дрегена в Backyard Babies и сами Babies. Обложку для сингла нарисовал фронтмен британской слиз-рок/блюз-рок-группы The Dogs D'Amour Тайла, которого с Backyard Babies связывают дружеские отношения и который в будущем будет не раз сотрудничать с группой и её участниками.
Песня вышла внеальбомным синглом в 1998 году и предваряла альбом Total 13, первый после двухгодичного «отпуска» группы в связи с уходом Дрегена в The Hellacopters. Для «стороны Б» группа записала кавер-версию песни «Babylon» лос-анджелесской слиз-рок-группы Faster Pussycat. В записи «Babylon» приняли участие вокалист/гитарист британской группы The Wildhearts Джинджер, сыгравший на гитаре и выступивший бэк-вокалистом, а также DJ Champain исполнивший скретчинг. В 1999 году «Babylon» вышла в качестве самостоятельного сингла.
Сингл вышел ограниченным тиражом в 3000 экземпляров на семидюймовой пластинке трёх различных цветов: жёлтый, зелёный и красный.
Обе песни вошли в сборник 2001 года Independent Days, состоящий из материала 1997—1998 годов, а также в бокс-сет 2009 года Them XX, содержащий различные раритетные записи группы.

## Список композиций
1. «(Is It) Still Alright to Smile?» (Дреген, Нике Борг) — 4:03
2. «Babylon» (Тэйми Даун, Грег Стил) — 3:06

## В записи участвовали
- Нике Борг — вокал, ритм-гитара, фортепиано
- Дреген — лид-гитара, бэк-вокал
- Йохан Блумквист — бас-гитара
- Педер Карлссон — барабаны, бэк-вокал

Приглашённые музыканты
- Джинджер — вокал, гитара на «Babylon»
- DJ Champain — скретч на «Babylon»